# Heterogeomys underwoodi
Heterogeomys underwoodi is een zoogdier uit de familie van de goffers (Geomyidae). De soort komt voor in Midden-Amerika.

## Naamgeving
De wetenschappelijke naam van de soort werd voor het eerst geldig gepubliceerd door Osgood in 1931.

## Verspreiding
Heterogeomys underwoodi leeft in gebieden van zeeniveau tot op 1.450 meter hoogte in de Pacifische regio van het zuidwesten van Costa Rica en het westen van Panama. De soort is algemeen in landbouwgebieden. Er is geen overlap in het verspreidingsgebied van Heterogeomys underwoodi met de andere goffersoorten in Costa Rica, te weten H. cavator, H. heterodus en H. cherriei.

## Kenmerken
Heterogeomys underwoodi is ongeveer 20 cm lang en 350 gram zwaar. Mannelijke goffers zijn groter dan de vrouwtjes. De vacht is zwartbruin van kleur met een witte band rond de romp. Dit dier heeft een gedrongen lichaam, een kale staart en grote, geklauwde voorpoten.

## Leefwijze
Dit knaagdier heeft een gravende leefwijze. Heterogeomys underwoodi leeft solitair. Door middel van series van tunnels vlak onder de oppervlakte heeft de goffer toegang tot plantenwortels en knollen, waarmee Heterogeomys underwoodi zich voedt. Diepere tunnels lopen naar holen voor voedselopslag en om te slapen. Heterogeomys underwoodi kan schadelijk zijn voor landbouwgewassen.